# Lygocoris pabulinus
Lygocoris pabulinus ist eine Wanzenart aus der Familie der Weichwanzen (Miridae).

## Merkmale
Die Wanzen werden 5,0 bis 6,7 Millimeter lang. Die Arten der Gattung Lygocoris kann man von anderen, ähnlichen grün gefärbten Weichwanzen durch ihre sehr feinen und unauffälligen blass-braunen Sporne an den Schienen (Tibien) und die Lücke im Kiel zwischen den Facettenaugen, die man bei starker Vergrößerung erkennen kann, unterscheiden. Lygocoris pabulinus hat ein glattes Pronotum und die komplette Oberseite des Körpers ist einheitlich grün gefärbt. Lygocoris rugicollis und Apolygus-Arten sind ähnlich.

## Vorkommen und Lebensraum
Die Art ist holarktisch verbreitet und kommt in ganz Europa einschließlich des westlichen Mittelmeerraums vor. In Mitteleuropa ist die Art weit verbreitet und häufig. Sie bevorzugt schattige Lebensräume.

## Lebensweise
Die Wanzen leben an Laubgehölzen, insbesondere an Rosengewächsen (Rosaceae) wie Äpfel (Malus), Prunus-Arten und Weißdornen (Crataegus) und auch an Vertretern  anderer Familien. An feuchten Orten sind sie an krautigen Pflanzen wie beispielsweise an Brennnesseln (Urtica), Minzen (Mentha), Mädesüß (Filipendula), Melden (Atriplex), Nachtschatten (Solanum) oder Ampfer (Rumex) zu finden. Die Wanzen können in der Landwirtschaft an Äpfeln, Kartoffeln, Zuckerrüben oder auch an Zierpflanzen schädlich werden, da sie durch ihr Saugen die Entwicklung der Früchte und Triebe stören. Sie saugen auch Nektar an Doldenblütlern (Apiaceae) und Korbblütlern (Asteraceae).
Die Art bildet in Mitteleuropa zwei Generationen pro Jahr aus, nur in den Alpen und den höheren Lagen der Mittelgebirge ist es nur eine. Die Überwinterung erfolgt in als Eier, die von den Weibchen zunächst an einer holzigen Wirtspflanzen abgelegt werden. Die Imagines der neuen Generation treten ab Mai/Juni auf. Sie wechseln im Sommer an eine krautige Wirtspflanze, wo sie im Juni und Juli ihre Eier ablegen. Aus diesen entwickelt sich die zweite Generation, deren Adulte ab August auftreten und im September und Oktober ihre Eier an den jungen Trieben von wiederum holzigen Wirtspflanzen zur Überwinterung ablegen.

## Belege